# Foo Fighters
Foo Fighters – amerykański zespół rockowy założony przez perkusistę Nirvany Dave’a Grohla w 1995.
Nazwa grupy pochodzi od niewyjaśnionego do dzisiaj zjawiska z czasu II wojny światowej – Foo fighter.
Zespół zdobył międzynarodowe uznanie tworząc wiele hitów na czele z This Is a Call, Everlong, Learn to Fly, All My Life, Times Like These, Best of You, DOA, The Pretender i Long Road to Ruin. Trzy ich albumy There Is Nothing Left to Lose, One by One i Echoes, Silence, Patience & Grace zostały uhonorowane Nagrodą Grammy w kategorii Best Rock Album (w sumie zespół otrzymał ich 11). Zespół ma na swoim koncie wiele ścieżek dźwiękowych, czego przykładem może być piosenka „The One” do filmu Orange County.
Zespół ten został sklasyfikowany na 72. miejscu pozycji listy 100 Greatest Artists of Hard Rock sporządzonej przez VH1.
Czytelnicy magazynu Teraz Rock uznali grupę za 6 zespół roku 2007.
W 2021 zespół został wprowadzony do Rock and Roll Hall of Fame.

## Historia
W 1990 roku Dave przyłączył się do mało znanej jeszcze Nirvany. Jako utalentowany perkusista został szybko przyjęty na miejsce tymczasowego bębniarza Dana Petersa. Na początku relacje w zespole były bardzo dobre. Efektem tej owocnej współpracy była płyta „Nevermind”. Płyta ta odniosła wielki sukces komercyjny – do dziś sprzedała się w liczbie ponad 26 milionów egzemplarzy. Nieprzygotowani na to muzycy popadali w różne nałogi (Kurt Cobain zaczął mieć poważne problemy z narkotykami, a Krist Novoselic alkoholowe). W tym czasie w zespole nastąpił rozłam. Dave nie mogąc znaleźć akceptacji nagrał pod pseudonimem Late! kasetę Pocketwatch. Grał on na wszystkich instrumentach, stanowiła ona zalążek Foo Fighters.
W 1993 Nirvana nagrała ostatnią płytę zawierającą premierowy materiał In Utero. Kłopoty z narkotykami wokalisty grupy i w następstwie jego śmierć skłoniły Grohla do założenia własnego zespołu.
Tak wspomina te czasy Dave:

Założyłem Foo Fighters, bo nie chciałem się wycofać. Śmierć Kurta była takim szokiem, że na chwilę usunąłem się z muzyki. Nie mogłem wyobrazić sobie grania na bębnach w innym zespole, bo zawsze bym myślał o Kriscie i Kurcie. Nie chciałem spędzić całego życia na patrzeniu w lusterko wsteczne i rozmyślaniu, co mogło się wydarzyć, albo co powinno się wydarzyć, albo jak tragicznie skończyły się losy zespołu. Zawsze uważałem się za optymistę.

### Foo Fighters
| 1995 | Dave Grohl                                                                      |
| 1995 | Dave Grohl, Pat Smear, Nate Mendel, William Goldsmith                           |
| 1997 | Dave Grohl, Pat Smear, Nate Mendel, Taylor Hawkins                              |
| 1997 | Dave Grohl, Franz Stahl, Nate Mendel, Taylor Hawkins                            |
| 1999 | Dave Grohl, Nate Mendel, Taylor Hawkins                                         |
| 1999 | Dave Grohl, Chris Shiflett, Nate Mendel, Taylor Hawkins                         |
| 2010 | Dave Grohl, Pat Smear, Chris Shiflett, Nate Mendel, Taylor Hawkins              |
| 2017 | Dave Grohl, Pat Smear, Chris Shiflett, Nate Mendel, Taylor Hawkins, Rami Jaffee |

Po śmierci Kurta Cobaina w 1994 Grohl zagościł w studiu Roberta Langa w Seattle z przyjacielem producentem Barrettem Jonesem. Z wyjątkiem partii gitary w „X-Static” granej przez Grega Dulli z Afghan Whigs, Grohl grał na każdym instrumencie i śpiewał we wszystkich piosenkach. Ściągnięty do Capitol Records przez byłego A&R Nirvany (i właściciela Capitol Records) Gary’ego Gersha, Grohl zmiksował swoje dema profesjonalnie i wydał na debiutanckim albumie Foo Fighters.
Grohl nie chciał, żeby Foo Fighters stał się projektem jednoosobowym, dlatego starał się stworzyć grupę, która wspomagałaby album. Początkowo kolega z byłej grupy Krist Novoselic był głównym kandydatem do zespołu, ale obaj bali się, że będą postrzegani jako reinkarnacja Nirvany. Słysząc pogłoski o rozpadzie grupy Sunny Day Real Estate, Grohl zatrudnił ich basistę Nate Mendela oraz perkusistę Williama Goldsmitha. Pat Smear, który był nieoficjalnym członkiem Nirvany po wydaniu In Utero, został wcielony jako drugi gitarzysta, tym samym dopełniając grupę. Foo Fighters zagrali swoją pierwszą trasę koncertową na wiosnę 1995.
Pierwszy singel grupy This Is a Call został wydany w czerwcu 1995, a debiutancki album – miesiąc później. I'll Stick Around, For All the Cows i Big Me zostały wydane jako single w następnych miesiącach. W tym czasie zespół poświęcił się promowaniu tego albumu, zawitał m.in. na znanym festiwalu Reading. Na początku trasy po Wielkiej Brytanii zespół zagrał także na Brixton Academy.

### The Colour and the Shape
Po trasie koncertowej wiosną 1996 grupa Foo Fighters weszła do studia w Seattle z producentem Gilem Nortonem, aby nagrać drugi album. Powstał konflikt pomiędzy Grohlem a Goldsmithem, w rezultacie czego Goldsmith postanowił opuścić grupę. Zespół przegrupował się w Los Angeles i prawie w całości nagrał ponownie album z Grohlem jako perkusistą. Album The Colour and the Shape został wydany 20 maja 1997.
Szukając perkusisty, Grohl skontaktował się z Taylorem Hawkinsem, występującym u boku Alanis Morissette, z pytaniem czy ten mógłby kogoś zarekomendować. Grohl był zaskoczony, gdy Hawkins zgłosił samego siebie. Hawkins zadebiutował w Foo Fighters w momencie wydania albumu. We wrześniu 1997 podczas MTV Video Music Awards Pat Smear ogłosił swoje odejście z grupy i jednocześnie przedstawił swojego następcę, byłego kolegę Grohla z zespołu Scream Franza Stahla. W czasie nagrywania trzeciego albumu Stahl odszedł z zespołu z powodu różnicy zdań. Grupa przesłuchała sporą ilość potencjalnych gitarzystów i zdecydowała się na Chrisa Shifletta, który wcześniej występował w No Use for a Name i Me First and the Gimme Gimmes. Shiflett początkowo przyłączył się do grupy tylko jako gitarzysta koncertowy. Status stałego członka grupy osiągnął w momencie nagrywania przez zespół czwartego albumu.

### There Is Nothing Left to Lose
Przed wydaniem There Is Nothing Left to Lose właściciel Capitol Records Gary Gersh został wyrzucony z wytwórni. Kontrakt Foo Fighters zawierał klauzulę, która pozwala im na odejście w momencie odejścia Gersha. Grupa odeszła z Capitol Records i wstąpili do RCA.
W 2000 grupa wzbudziła kontrowersje swoim publicznym wsparciem dla organizacji Alive & Well, która podważa naukowe dowody łączące wirusa HIV z AIDS. Organizacja również kwestionuje wiarygodność testów na HIV oraz bezpieczeństwo leków przeciwko HIV i AIDS.
Basista Nate Mendel dowiedział się o Alive & Well, czytając książkę ich założyciela. Mendel dał tę książkę do przeczytania reszcie grupy i otrzymał ich poparcie. W styczniu 2000 grupa zagrała koncert charytatywny dla tej organizacji i rozdała książki osobom zgromadzonym na koncercie. Poparcie grupy zaalarmowało wiele środowisk medycznych, które zauważyły, że przekonania zespołu są zupełnie sprzeczne z wszelkimi badaniami na temat HIV i AIDS. Oskarżyli zespół o rozpowszechnianie nieudowodnionych i prawdopodobnie zagrażających życiu przekonań wśród ich fanów. Mendel mówił o zwiększeniu poparcia, jednakże w rzeczywistości uległo ono w nadchodzących latach wyraźnemu zmniejszeniu i dzisiaj ich poparcie dla Alive & Well ogranicza się jedynie do linku na stronie.
W 2000 Foo Fighters współpracowali z grupą Queen. Na początku tego roku gitarzysta Brian May dodał ścieżkę gitarową do ich drugiego coveru Pink Floyd Have a Cigar, który pojawił się na ścieżce dźwiękowej do filmu Mission: Impossible II. Kiedy Queen został wprowadzony do Rock and Roll Hall of Fame w marcu 2001, Grohl i Hawkins zostali zaproszeni do zagrania z zespołem w piosence Tie Your Mother Down.

### One by One

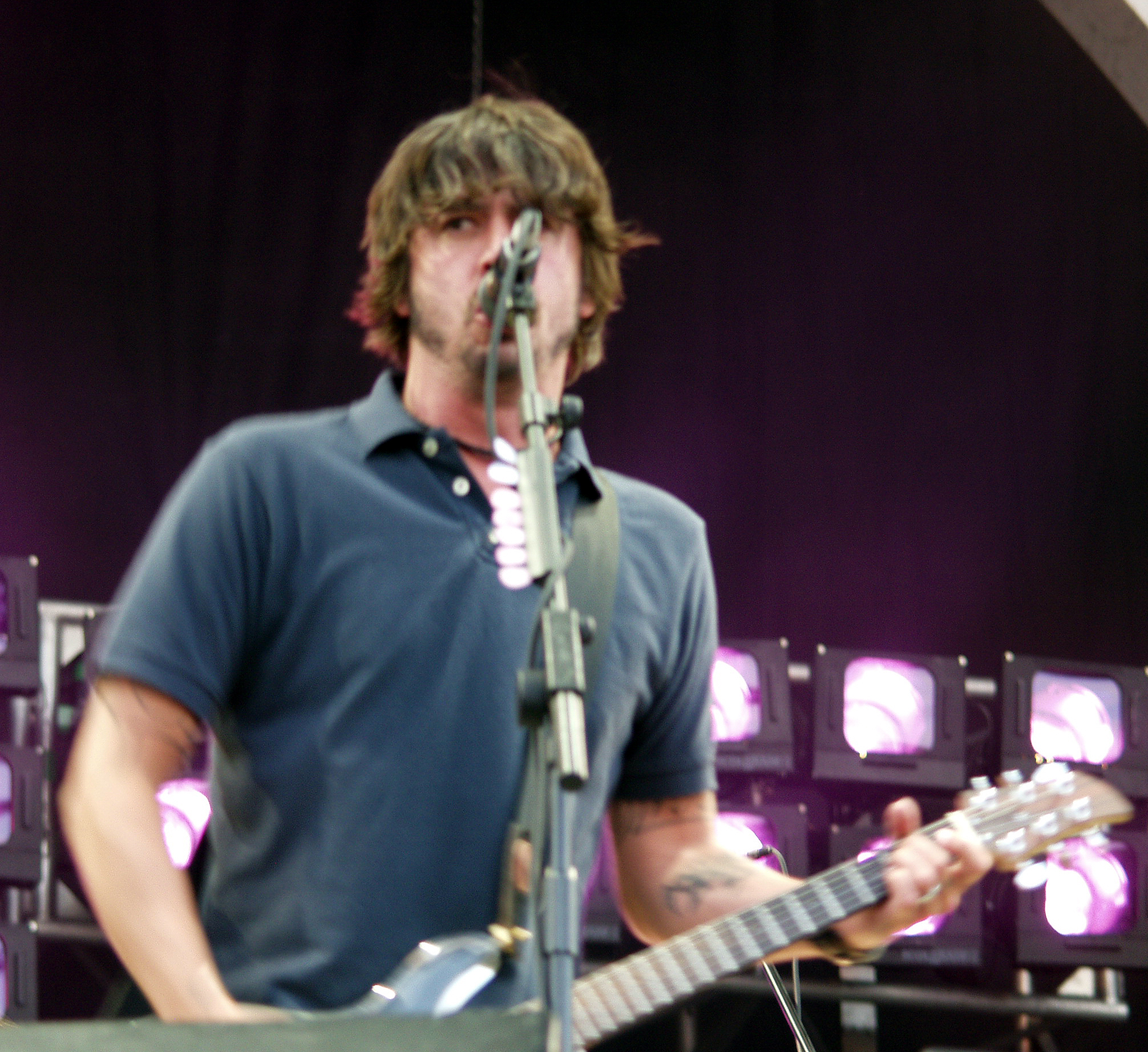
Dave podczas V Festiwalu w 2003 roku

Pod koniec 2001 grupa nagrała swój czwarty album. Po spędzeniu czterech miesięcy w studio w Los Angeles na dopracowywaniu albumu Grohl spędził trochę czasu pomagając Queens of the Stone Age w skończeniu ich albumu Songs for the Deaf z 2002.
Kiedy ich album został ukończony Grohl zainspirowany sesją postanowił zebrać Foo Fighters aby przerobić kilka piosenek w ich albumie. Zamiast tego nagrali praktycznie cały album od nowa w ciągu dziesięciu dni w studiu Grohla w Wirginii. Ostatecznie album został wydany w październiku 2002 pod nazwą One by One (Hawkins żartuje o pierwszej wersji albumu nazywając go Million Dollar Demos – demo za milion dolarów).
Przez większość swojej kariery Foo Fighters nie mieszali się do polityki. Jednakże w 2004 gdy zauważyli że George W. Bush prowadzi swoją kampanię używając Times Like These, Grohl postanowił publicznie poprzeć kampanię Johna Kerry. Grohl pojawił się kilka razy na spotkaniach Kerry’ego i okazjonalnie solo. W końcu cała grupa przyłączyła się do Grohla na wystąpieniu w Arizonie połączonym z jedną z debat prezydenckich. Grohl użył swoich doświadczeń zdobytych podczas kampanii Kerry’ego jako inspiracji do tytułu nowego albumu.

### In Your HonoriSkin and Bones
In Your Honor jest pierwszym dwupłytowym albumem wydanym 14 czerwca 2005. Żeby nagrać album grupa przeniosła się do Los Angeles, gdzie wybudowała studio nazwane Studio 606 West. Grohl twierdził, że dwupłytowy album (pierwsza płyta pełna piosenek rockowych, druga zawierająca tylko ścieżki akustyczne) jest doskonałym ukoronowaniem 10. rocznicy zespołu. Grohl zasugerował w wywiadzie z magazynem NME: „To niesamowite. Dobre w rozdzielaniu jest to że nie ma niczego pośrodku. Rock który nagraliśmy jest najlepszym rockiem jaki kiedykolwiek udało nam się nagrać”. Na 2 części albumu – akustycznej, jest piosenka Friend of a Friend która ma długą historię. Grohl napisał ją w 1990 bazując na swym pierwszym wrażeniu jakie wywarł na nim Cobain i Novoselic po wstąpieniu do Nirvany. Nagrał piosenkę w 1990 na nieformalnej kolekcji piosenek Pocketwatch wydanej na kasecie w 1992 jako Late!.
Wersja na albumie In Your Honor jest bardzo podobna do wersji oryginalnej, Grohl po prostu akompaniuje samemu sobie na gitarze akustycznej.
Trzy dni przed premierą albumu In Your Honor, 11 czerwca 2005 MTV2 wyemitowało program 24 Hours of Foo przez nich prowadzony. Grupa przejęła czas antenowy w MTV2 na cały dzień by nadawać swoją muzykę, teledyski oraz występy na żywo.

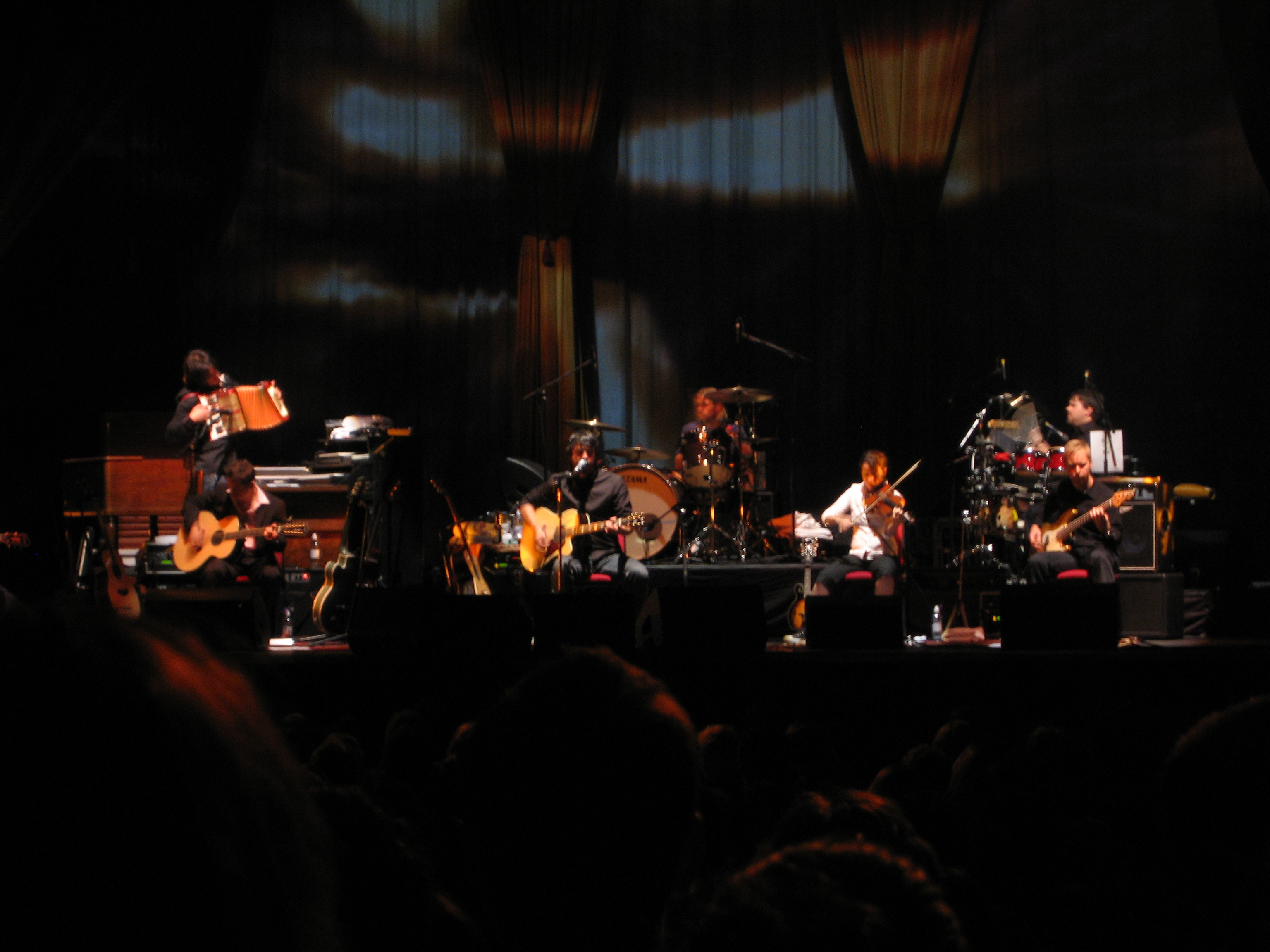
Foo Fighters na koncercie w Londynie

Podczas promocji In Your Honor Grohl miał okazję nasycić swoje zainteresowanie UFO, gdy Foo Fighters wystąpili w hangarze w Roswell w Nowym Meksyku. The Roswell International Air Center (Międzynarodowe Centrum Powietrzne) jest częścią bazy wojskowej w Roswell, gdzie prawdopodobnie były przechowywane szczątki UFO, który rozbił się w 1947 (Grohl nazwał swoją markę handlową Roswell Records z okazji tego wystąpienia). Grohl komentował po występie, że chciałby mieć szansę by sprawdzić, co jest przechowywane we wnętrzu innych hangarów.
17 czerwca 2006 Foo Fighters wystąpili w londyńskim Hyde Parku, był to ich największy niefestiwalowy koncert. Grupa była wspierana przez Juliette and the Licks, Angels & Airwaves, Queens of the Stone Age i Motörhead. Lemmy Kilmister z Motörhead wystąpił na scenie z Foo Fighters w piosence Shake Your Blood z albumu Probot Dave’a Grohla. Również zaskakującymi gośćmi byli Brian May i Roger Taylor z Queen występując z Foo Fighters w piosence We Will Rock You będącego wprowadzeniem do Tie Your Mother Down.
W dalszej promocji albumu In Your Honor grupa postanowiła zorganizować krótkie akustyczne tournée na lato 2006. W czasie tournée Pat Smear wystąpił jako dodatkowy gitarzysta, Petra Haden na skrzypcach i Rami Jaffee z The Wallflowers na klawiszach. Lista osób występujących była ukierunkowana na promocję akustycznego CD z albumu. Grupa grała także mniej znane piosenki tj. Ain’t It The Life, Floaty i See You. Grali również Marigold Nirvany oryginalnie napisanej przez Grohla i zaśpiewanej na singlu Heart-Shaped Box.
W listopadzie 2006 grupa po raz pierwszy w swojej historii wydała album koncertowy Skin and Bones, zawierający 15 wystąpień 3 występów w Los Angeles. Dodatkowo 28 listopada 2006 wydano DVD ze ścieżkami które nie występowały na CD.

### Echoes, Silence, Patience & GraceiGreatest Hits
Po zakończeniu nagrywania In Your Honor, zespół zwrócił się do producenta Gila Nortona, o pomoc przy tworzeniu nowego materiału. Grupa znała już Nortona z wcześniejszej muliplatynowej płyty The Colour and the Shape. Echoes, Silence, Patience & Grace, premierę miał 25 września 2007. Pierwszy singel z tej płyty, pt. „The Pretender”, został puszczony w radiach pod koniec sierpnia. Drugi singel, „Long Road to Ruin”, wydano 3 grudnia 2007. Reżyserem teledysku został Jesse Peretz.
3 listopada 2009 roku zespół wydał kompilację Greatest Hits, na której znalazły się również dwie nowe piosenki, „Word Forward” oraz singel „Wheels”. Następnego dnia Dave Grohl poinformował jednak, że wydanie „Greatest Hits” jest końcem trudnego okresu i początkiem prawdziwej przerwy. Stwierdził, że „Greatest Hits jest swojego rodzaju zakończeniem pewnego etapu... Nadszedł czas, aby przejść do następnego rozdziału lub rozpocząć inną historię. Może będzie to zupełnie inna droga. Nie wiem. I to jest fajne, że nie wiem, co się dalej stanie. Chcemy jeszcze zagrać kilka koncertów w Europie, ale po tym, to nawet ja nie wiem, kiedy znowu się spotkamy”.

### Wasting Light
W sierpniu 2010 r. grupa zaczęła nagrywać nowy, siódmy album w garażu Grohla, używając do tego tylko analogowego sprzętu. On sam skomentował to słowami: „Coś w tym jest, że zespół, który gra na Wembley, nagrywa płytę w garażu” Pierwszy singiel z płyty, zatytułowany „Rope”, miał swoją premierę radiową w lutym 2011 r. Sam album został wydany 12 kwietnia i jako pierwszy w historii Foo Fighters dostał się na pierwsze miejsce listy Billboard 200.
W trakcie trasy koncertowej po Ameryce Południowej 25 marca 2022 zespół poinformował o śmierci perkusisty Taylora Hawkinsa w Bogocie, gdzie tego samego dnia zaplanowano występ na festiwalu Picnic Stereo.

## Aktualny skład
- Dave Grohl – śpiew, gitara rytmiczna, perkusja
- Nate Mendel – gitara basowa
- Chris Shiflett – gitara prowadząca, wokal wspierający (od 1999)
- Pat Smear – gitara, wokal (1995–1997, 2006-...)
- Rami Jaffee – klawisze (2006–2015 jako muzyk koncertowy, od 2017 członek zespołu)
- Josh Freese – perkusja (od 2023)

Byli członkowie
- Taylor Hawkins (zmarły) – perkusja, instrumenty perkusyjne, wokal wspierający (1997-2022)
- William Goldsmith – perkusja, instrumenty perkusyjne (1995–1997)
- Franz Stahl – gitara, wokal (1997–1999)

Muzycy koncertowi
- Jessy Greene – skrzypce (od 2007)
- Drew Hester – perkusja (2006–2007)

Byli muzycy koncertowi
- Petra Haden – skrzypce (2006–2007)

## Dyskografia

### Albumy studyjne
- Foo Fighters (1995)
- The Colour and the Shape (1997)
- There Is Nothing Left to Lose (1999)
- One by One (2002)
- In Your Honor (2CD, 2005)
- Echoes, Silence, Patience & Grace (2007)
- Wasting Light (2011)
- Sonic Highways (2014)
- Concrete and Gold (2017)
- Medicine at Midnight (2021)
- But Here We Are (2023)

## Nagrody

### Wygrane
- MTV Video Music Awards – 1995 – Best Group Video – „Big Me”
- Grammy – 2001 – Best Rock Album – There Is Nothing Left to Lose
- Grammy – 2001 – Best Short Form Music Video – „Learn to Fly”
- Grammy – 2003 – Best Hard Rock Performance – „All My Life”
- Grammy – 2004 – Best Rock Album – One by One
- Grammy – 2008 – Best Rock Album – Echoes, Silence, Patience & Grace
- Grammy – 2008 – Best Hard Rock Performance – The Pretender
- BRIT Awards – 2008 – International Group
- BRIT Awards – 2008 – International Album
- Fryderyk – 2008 -Najlepszy album zagraniczny – Echoes, Silence, Patience & Grace
- MTV Video Music Awards – 2011 – Best Rock Video – „Walk”
- BRIT Awards – 2012 – International Group[16]
- Grammy – 2012 – Best Rock Performance – „Walk”[17]
- Grammy – 2012 – Best Hard Rock/Metal Performance – „White Limo”
- Grammy – 2012 – Best Rock Song – „Walk”
- Grammy – 2012 – Best Rock Album – Wastling Light
- Grammy – 2012 – Best Long Form Music Video – „Back and Forth”

### Nominacje
- Grammy – 1996 – Best Alternative Music Album – Foo Fighters
- MTV Video Music Awards – 1996 – Video of the Year – „Big Me”
- MTV Video Music Awards – 1996 – Best Alternative Video – „Big Me”
- MTV Video Music Awards – 1996 – Breakthrough Video – „Big Me”
- MTV Video Music Awards – 1996 – Best Direction in a Video – „Big Me”
- MTV Video Music Awards – 1997 – Best Rock Video – „Monkey Wrench”
- MTV Video Music Awards – 1997 – Best Alternative Video – „Monkey Wrench”
- Grammy – 1998 – Best Rock Album – The Colour and the Shape
- MTV Video Music Awards – 1998 – Best Rock Video – „Everlong”
- MTV Video Music Awards – 1998 – Best Special Effects in a Video – „Everlong”
- MTV Video Music Awards – 1998 – Best Art Direction in a Video – „Everlong”
- MTV Video Music Awards – 2000 – Best Group Video – „Learn to Fly”
- MTV Video Music Awards – 2000 – Best Direction in a Video – „Learn to Fly”
- Grammy – 2003 – Best Rock Song – „All My Life”
- MTV Video Music Awards – 2005 – Best Rock Song – „Best of You”
- MTV Video Music Awards – 2005 – Best Editing in a Video – „Best of You”
- Grammy – 2006 – Best Rock Album – In Your Honor
- Grammy – 2006 – Best Surround Sound Album – In Your Honor
- Grammy – 2006 – Best Rock Song – „Best of You”
- Grammy – 2006 – Best Rock Performance By A Duo Or Group With Vocal – „Best of You”
- Grammy – 2006 – Best Pop Collabortation With Vocals – „Virginia Moon”
- Grammy – 2008 – Album of the Year – Echoes, Silence, Patience & Grace
- Grammy – 2008 – Record of the Year – „The Pretender”
- Grammy – 2008 – Best Rock Song – „The Pretender”
- Grammy – 2012 – Album of the Year – Wasting Light